# خفاش گوش‌قیفی ژروز
خفاش گوش‌قیفی ژروز (نام علمی: Nyctiellus lepidus) نام یک گونه از شاخه طنابداران است.